# Kerman
 Denne artikel omhandler byen Kerman. Opslagsordet har også en anden betydning, se Kerman (provins).
Kerman er en by i det centrale Iran, med et indbyggertal (pr. 2011) på godt 800.000 mennesker. Byen er hovedstad i Kerman-provinsen, og byen er blandt andet kendt for vævning og især knytning af tæpper.